# Чжан Ханьсинь
Чжан Ханьсинь (кит. трад. 張涵信, упр. 张涵信, пиньинь Zhāng Hánxìn; 1 января 1936, Пэйсянь — 1 октября 2021, Пекин) — китайский механик, академик Китайской академии наук, председатель Китайского общества аэродинамических исследований.

## Биография
В 1954 году он поступил в Университет Цинхуа по специальности «гидравлика». В 1963 году он поступил в аспирантуру Института механики Китайской академии наук под руководством Го Юнхуая. В то же время он преподавал в университете Цинхуа. В 1972 году его направили на работу в качестве исследователя в Китайский центр аэродинамических исследований и разработок.

## Научная деятельность
Чжан Ханьсинь внёс вклад в разработку вычислительной гидромеханики в Китае. Он предложил новое семейство разностных схем англ. INND для численного моделирования уравнения Навье — Стокса, развил топологическую теорию трёхмерного течения и теорию динамической устойчивости самолёта.

## Публикации
- Zhang Han-xin. Implicit, Non-oscillatory containing no free parameters and dissipative (INND) scheme (англ.) // Appl. Math. Mech.. — 1991. — Vol. 12. — P. 107–112. — doi:10.1007/BF0201807.
- Zhang Hanxin, Guo Yijun. Topology of Flow Patterns on Cross Section Perpendicular to Surface of Revolutionary Body[J] (англ.) // ACTA AERODYNAMICA SINICA. — 2000. — Vol. 18, no. 1. — P. 1—13.

## Премии и награды
- 1991 — академик Китайской академии наук.